# 서울녹번초등학교
서울녹번초등학교는 대한민국 서울특별시 은평구 녹번동에 있는 공립 초등학교이다.

## 연혁
- 1982년 9월 24일 서울녹번국민학교 개교 (17학급 편성)(설립인가 7월 7일)
- 1996년 3월 1일 현재 교명으로 변경
- 2019년 2월 15일 제35회 졸업식(129명)
- 2020년 2월 12일 제36회 졸업식(141명)
- 2022년 9월 24일 개교 40주년

## 상징
- 꽃 - 목련 : 희고 깨끗함은 정직을 뜻하고, 잎보다 먼저 핀 꽃은 희망과 용기를 뜻한다.
- 나무 - 느티나무 : 크고 무성함은 학교의 번영을 뜻하고, 폭넓은 그늘은 포근한 전당을 뜻한다.

## 참고 자료
- 서울녹번초등학교 - 한국교육학술정보원 학교알리미